# Hada Jūichi
Hada Jūichi (jap. 波田重一; Alternativname: Hata Shigekazu; * 22. Oktober 1885 in der Präfektur Hiroshima; † 3. Februar 1961) war ein Generalleutnant der Kaiserlich Japanischen Armee.

## Leben
Hada Jūichi besuchte die Heereskadettenanstalt Kumamoto sowie die Zentrale Kadettenanstalt und begann danach eine Ausbildung an der Kaiserlichen Heeresoffizierschule, die er im November 1905 abschloss. Im Juni 1906 wurde er zum Leutnant befördert und zum 39. Infanterieregiment versetzt. Nach verschiedenen Verwendungen absolvierte er im November 1919 die Kaiserliche Heereshochschule und war bei weiteren Verwendungen unter anderem Stabsoffizier im Generalstab, im Stab der Kwantung-Armee, der 17. Division sowie in der Generalinspektion für militärische Ausbildung. Am 10. August 1928 wurde er Leitender Stabsoffizier im Referat für Militärische Verwaltung der Abteilung Militärische Dienste im Heeresministerium und war nach seiner Beförderung zum Oberst zwischen dem 1. August 1930 und dem 1. August 1931 Instrukteur an der Infanterieschule. Im Anschluss war er vom 1. August 1931 bis zum 9. Januar 1932 Kommandeur des 41. Infanterieregiments und danach zwischen dem 9. Januar und dem 7. Dezember 1932 Kommandant der Garnison Tianjin, ehe er vom 7. Dezember 1932 bis zum 15. März 1935 Chef des Stabes der 9. Division, der sogenannten „Krieger-Division“.
Am 15. März 1935 wurde Hada Jūichi zum Generalmajor befördert und fungierte im Anschluss zwischen dem 15. März 1935 und dem 7. März 1936 als Kommandeur der 3. Infanteriebrigade. Daraufhin war er vom 7. März bis zum 1. März 1938 zum Hauptquartier der 10. Division, der sogenannten „Eisendivision“, sowie zur 48. Division, der sogenannten „Meer-Division“, abgeordnet. Nach seiner Beförderung zum Generalleutnant war er zwischen dem 1. März und dem 9. November 1938 zunächst Kommandant der Garnison Taiwan. Nach der Schlacht am Chassansee (15. Juli bis 11. August 1938) wurde er aus Taiwan abberufen und war vom 11. November 1938 bis zum 28. September 1940 Kommandeur der dort eingesetzten 19. Division, der sogenannten „Tiger-Division“, die allerdings nach Korea verlegt wurde. Danach löste er am 28. September 1940 General Doihara Kenji als Oberbefehlshaber der 5. Armee ab und bekleidete diese Funktion bis zum 15. Oktober 1941, woraufhin Generalleutnant Iimura Jō sein Nachfolger wurde. Im Anschluss wurde er am 15. Oktober 1941 zum Generalstab abgeordnet und trat am 2. Dezember 1941 in den Ruhestand.